# Ofensiva a sul da Síria (2018)
A Ofensiva do sul da Síria (2018), denominada "Operação Basalto", foi uma operação militar lançada pelo Exército Árabe Sírio (EAS) e os seus aliados contra os rebeldes do Exército Livre Sírio (ELS) e outros grupos ligados à Oposição Síria no sul do país. Os combates começaram com um ataque surpresa em áreas controladas pelos rebeldes na parte leste da província de Daraa, em uma tentativa de fracturar as linhas controladas pelos rebeldes e enfraquecer a moral, antes da sua ofensiva na região sul da Síria.
De acordo com as Nações Unidas (ONU), mais de 750.000 civis foram afectados e a fugiram dos confrontos entre as tropas governamentais e rebeldes no sul da Síria, com muitos fugindo para a fronteira com a Jordânia e com os Montes Golan, ocupados por Israel. Recentemente, após acordos de reconciliação assinados pelo governo e os rebeldes, milhares de civis voltaram às suas casas.
Ao fim de julho, após dois meses de violentos combates e bombardeios, o exército sírio declarou ter assumido praticamente o controle das províncias de Daraa e Quneitra, marcando mais uma vitória do regime Assad contra os rebeldes no sul.

## Antecedentes
A cidade de Daraa é popularmente conhecida como o "berço da Revolução Síria", visto que a tortura e a morte de vários jovens de Daraa foi um dos principais motivos para o eclodir do movimento opositor ao regime de Bashar al-Assad em 2011. Muitos analistas consideram que uma potencial captura de Daraa pelas tropas governamentais seria uma vitória de grande simbolismo sobre os rebeldes, bem como um consolidar do controlo do sul sírio pelo governo sírio.
Para acalmar preocupações e prevenir uma potencial intervenção israelita, Rússia e Israel chegaram a um acordo antes da ofensiva em que forças apoiadas pelo Irão não iriam apoiar as forças governamentais sírias. Além disto, os Estados Unidos, que publicamente anunciaram a sua oposição à ofensiva, informaram os grupos rebeldes no sul da Síria para não esperarem por qualquer apoio americano.

## Ofensiva

### Captura de al-Lajat
Em 18 de Junho, durante a noite, as forças governamentais sírias capturaram várias fazendas perto de Busra Al-Harir e Masekah. As forças do governo também atacaram as cidades de Busra Al-Sham, Ghariyah Oriental e Ghariyah Ocidental, controladas pela oposição. Os ataques foram focados em fortificações rebeldes dentro das cidades. Também foi relatado que a primeira fase da ofensiva do governo em Daraa se concentraria na zona leste e na captura do posto fronteiriço de Nasib. Enquanto o EAS lançavam os seus ataques, as forças rebeldes tentaram travar a ofensiva, avançando em direcção da província de Sueida, mas foram travados.
No dia 19 de Junho, os rebeldes bombardearam a cidade de Sueida em resposta aos ataques do governo a suas posições, enquanto o exército sírio simultaneamente tinha uma outra ofensiva activa contra o Estado Islâmico do Iraque e do Levante (EIIL) na parte nordeste da província de Sueida. Enquanto isso, o EAS bombardearam meia dúzia de aldeias fora da cidade de Daraa.
No início da manhã de 20 de Junho, as forças governamentais lideradas pelas Forças Tigre começaram a usar artilharia pesada e mísseis para tentarem tomar a cidade de Busra Al-Harir, depois de capturar uma base aérea nas proximidades. Mais tarde, no mesmo dia, tropas do governo alegadamente capturaram duas aldeias e cortaram a região de al-Lajat, embora os rebeldes negassem isso. Posteriormente, a artilharia do EAS atingiu muitas aldeias.
Em 21 de Junho, durante a madrugada, a Força Aérea da Síria realizou um ataque aéreo na área, especificamente contra uma base do grupo Ahrar al-Sham, perto de Al-Hirak, matando 10 combatentes do grupo. O ataque aéreo também atingiu quase meia dúzia de outras cidades e aldeias. Junto com o bombardeio aéreo, as forças governamentais também usaram mísseis terra-superfície e artilharia nas aldeias. Os militares sírios também teriam cortado linhas de suprimentos rebeldes na região. Com as forças do governo lançando mísseis em áreas controladas pelos rebeldes e obtendo ganhos sucessivos, os rebeldes dispararam mísseis contra Sueida em retaliação à ofensiva do governo.
Em 22 de Junho, por causa do aumento dos combates ao longo da fronteira sírio-jordana, os militares jordanos foram posicionados em toda a fronteira norte da Jordânia com a Síria. Fontes pró-oposição relataram que as forças do governo lançaram 12 bombas de barril contra Busra al-Harir e cidades vizinhas, enquanto fontes pró-governo informaram que o exército sírio disparou 30 mísseis contra Busra Al-Sham, Busra Al-Harir e Queraque. Em 23 de Junho, depois de perder cinco cidades, os rebeldes atacaram posições do governo em Daraa. O ataque incluiu o uso de mísseis.
Em 24 de Junho, aviões de guerra russos forneceram cobertura aérea para a ofensiva do governo sírio pela primeira vez, enquanto as forças rebeldes conseguiram se infiltrar em pontos controlados pelo governo dentro da província de Sueida, mas foram expulsos posteriormente. No dia seguinte, as forças do governo capturaram toda a área de al-Lajat, incluindo 400 km².

### Rápido avanço das forças governamentais
Em 26 de Junho, o EAS assumiu o controlo de Busra al-Harir após as Forças Tigre atacaram a cidade em múltiplos eixos e romperam as linhas rebeldes de defesa da cidade. Mais tarde, na manhã do mesmo dia, as forças do governo capturaram duas outras cidades, com os combatentes rebeldes a retirarem-se para Al-Hirak. Um contra-ataque rebelde durante a noite de 26 de junho reverteu parcialmente os ganhos do EAS, mas, na madrugada de 27 de Junho, o EAS havia restabelecido o controlo, avançando para capturar mais três aldeias e assim atingir os arredores de Al- Hirak. Nesse ponto, o Programa Alimentar Mundial informou que cerca de 50 mil pessoas haviam fugido de suas casas no norte de Daraa em uma semana para escapar de bombas, abrigando-se em acampamentos improvisados no sul da província e na província de Quneitra.
No dia 27 de Junho, o EAS capturou a Base da 52.ª Brigada, bem como uma aldeia ao sul da mesma. No final do dia, oito localidades foram abandonadas ou rendidas por forças rebeldes em sequência, incluindo Al-Hirak e duas bases. Dois dias depois, fontes do governo informaram que alguns grupos e líderes rebeldes na parte sul da província de Daraa, em cidades como Tafas, Da'el, Ibta, Queraque e Al-Jay'lah, a leste da cidade de Daraa, concordaram em se renderem ao governo sírio em troca de acordos de reconciliação. O EAS também alegadamente capturou três outras localidades de facções rebeldes.
Em 30 de Junho, fontes pró-rebeldes informaram que, como resultado do bombardeio de forças pró-governo, o teatro romano de Bostra sofreu danos significativos, já tendo sido atingido por ataques aéreos russos em 28 de Junho. Entre 30 de Junho e 1 de Julho, as forças governamentais assumiram o controlo de 13 cidades controladas pelos rebeldes, incluindo Bostra Alxam, após a celebração de diversos acordos de rendição e reconciliação e com isto, o controlo do governo na província de Daraa aumentou para cerca de 60% da província. Por esta altura, a ONU estimou o número de deslocados internos em mais de 160.000.

### Avanço em direcção à fronteira com a Jordânia
Entre 1 e 4 de Julho, o EAS fez três tentativas frustradas de avançar em direcção ao posto fronteiriço de Nassib, e todas elas travadas pelas forças rebeldes. Durante os combates, fontes pró-governo informaram que o EAS não tinha muito apoio aéreo russo devido às negociações em andamento com os rebeldes. No entanto, aviões de guerra sírios supostamente bombardearam Tafas em 1 de Julho, quando combatentes da Guarda Republicana e de Liwa Abu al-Fadl al-Abbas avançaram no terreno em direcção a Tafas.
Em 2 de Julho, a ONU estimou que 270 mil civis foram desalojados pelos combates, incluindo 70 mil que buscavam abrigo na fronteira jordana mas impedidos de entrar no país. A parte civil da delegação da oposição às negociações de paz retirou-se das conversações com o governo e a Rússia. No dia seguinte, enquanto a ofensiva foi interrompida, ocorreu uma explosão em um armazém usado pelo Hezbollah e por outras milícias apoiadas pelo Irão na parte norte da província de Daraa, ao longo de uma estrada entre Damasco e Daraa; vários meios de comunicação acusaram as Forças de Defesa de Israel (IDF) de realizar um ataque à instalação, com nenhum comentário a ser efectuado pelo governo israelita, e o Observatório Sírio para os Direitos Humanos (OSDH) também não conseguiu verificar a causa da explosão. Até 4 de Julho, agências humanitárias disseram que oito hospitais foram bombardeados desde o início da ofensiva, com a morte de seis médicos e, no total, mais de 210 civis mortos e 500 feridos. Enquanto isso, o Exército Khalid ibn al-Walid, afiliado ao EIIL, lançou um ataque contra as forças pró-governo na aldeia de Sheikh Maskin, resultando na morte de vários membros das Forças de Defesa Nacional (FDN).
Em 3 de Julho, após os falhanços das rondas anteriores, negociações de paz entre a Rússia e os grupos rebeldes foram retomadas, com mediação da Jordânia.
Em 4 de julho, a agência de notícias pró-governo Al-Masdar News informou que, de acordo com activistas pró-oposição, mais de 400 combatentes rebeldes desertaram para o EIIL devido à rendição rebelde de várias cidades, já que os combatentes desejavam continuar a lutar contra o governo. Mais de 4.000 civis também teriam procurado refúgio no enclave de Yarmouk, controlado pelo Estado Islâmico.
No dia seguinte, as forças governamentais capturaram a cidade de Saida, levando-as a cerca de seis quilómetros da fronteira de Nasib. O avanço veio após cerca de 600 ataques aéreos terem sido realizados na província nas últimas 15 horas. No final do dia, o EAS capturou meia dúzia de outras cidades e cinco pontos de fronteira depois de lançar um ataque ao sul de Busra Al-Sham. O avanço permitiu a captura de 230 quilómetros quadrados de território ao longo da fronteira e trouxe de volta tropas do governo na fronteira jordana pela primeira vez desde 2015. Naquela noite, entre 5 e 6 de Julho, as forças governamentais também tomaram Al-Naimah, a última cidade a leste da cidade de Daraa.
Em 6 de julho, o EAS estava-se a aproximar de Nasib, chegando a três quilómetros da fronteira. O EAS avançava em direcção ao posto fronteiriço por dois eixos, apertando as forças rebeldes. Uma fonte militar previu que o posto fronteiriço poderia "cair dentro de algumas horas". Pouco depois, o posto de Nassib foi tomado e no dia seguinte os soldados celebraram a captura enquanto as tropas se espalhavam pelas cidades e aldeias da região. Com o controlo sendo estabelecido sobre a autoestrada Damasco-Amã, o EAS começaram a estabelecer postos de controlo e remover barreiras ao longo da autoestrada.
Também a 6 de Julho, a imprensa oficial governamental e os rebeldes relataram que um acordo de cessar-fogo tinha sido celebrado com os grupos rebeldes a entregarem as armas, com aqueles que rejeitarem a terem a hipótese de serem transportados para Idlib.

### Cerco e captura da cidade de Daraa
Em 8 de Julho, o Exército Árabe Sírio começou a juntar tropas para a captura da cidade de Daraa. Com vários grupos rebeldes a renderem-se ao governo sírio, 11 grupos rebeldes formaram o Exército do Sul para continuar a lutarem contra o governo sírio e seus aliados no sul. O novo grupo rejeitou a rendição ao governo e prometeu continuar a lutar pela causa da Oposição Síria. As forças aéreas da Rússia e da Síria realizaram 72 ataques aéreos a partir do amanhecer. Os ataques foram realizados após os rebeldes dispararem contra um comboio militar na autoestrada, perto de Um al-Mayazeen. As forças governamentais então começaram um ataque a Um al-Mayazeen, o que adiou a evacuação dos rebeldes.
Em 10 de Julho, foi relatado que cerca de 4.000 pessoas fugiram para o território controlado pelos israelitas a partir do enclave controlado pelo Exército Khalid ibn al-Walid, afiliado ao EIIL, esperando um ataque do governo. Mais tarde naquele dia, o EIIL realizou um ataque de carro-bomba contra as forças do governo na aldeia de Zayzun, no oeste de Daraa, alegando que o ataque matou mais de 35 combatentes pró-governo. No entanto, activistas pró-oposição relataram que o número de mortos é 14 e que também incluiu rebeldes recém-reconciliados.
Em 11 de Julho, a imprensa pró-governo informou que a força aérea síria forneceu apoio aéreo ao ELS em confrontos contra o Exército Khalid ibn al-Walid na cidade de Hayt, na Bacia de Yarmouk, e fontes da oposição relataram que aviões russos e helicópteros do governo atacaram Saham al-Golan, controlada pelo grupo afiliado ao Estado Islâmico, bombardeando com bombas de barril. No dia seguinte, a filial do EIIL assumiu o controle de Hayt ao ELS. Enquanto isso, o governo informou que um acordo foi concluído para que os rebeldes entregassem a cidade de Daraa, no sul, às forças do governo; A polícia militar russa e oficiais do governo entraram na cidade com jornalistas para levantar a bandeira do governo, embora militantes armados rebeldes permanecessem na cidade até pelo menos 31 de julho, quando praticamente todos os combates cessaram.

### Quneitra e rendição rebelde

As mudanças de linha de frente (20/06 - 25/07) na ofensiva de Daraa.
Controlado pelo governo sírio
Controlado pela oposição síria
Controlado pelo HTS
Controlado pelo ISIS
Áreas rebeldes que se reconciliaram com o governo

Em 20 de julho, combatentes rebeldes em Quneitra começaram a partir para Idlib depois de um acordo de evacuação foi feito com o governo sírio, permitindo que os militares sírios e as forças aliadas capturassem várias aldeias. Na mesma época, um plano estava sendo finalizado para a evacuação de centenas de membros do grupo de defesa civil conhecido como Capacetes Brancos de áreas próximas às Colinas de Golã ocupadas por Israel e à Jordânia.
A operação foi realizada pelo exército israelense em 22 de julho de 2018; no entanto, cerca de 300 Capacetes Brancos não conseguiram ser evacuados, pois foram encurralados pela intensificação dos combates entre as forças do exército sírio e o Estado Islâmico.
Em 21 de julho de 2018, o governo sírio iniciou seu ataque ao bolsão do Estado Islâmico na província de Daraa, capturando a colina Tell al-Jumou, a sudoeste de Nawa, e também avançando perto da cidade de Jallin, capturando Tell Ashtara e outros áreas. O Estado Islâmico afirmou ter matado 25 combatentes da oposição síria e militares sírios nos confrontos e também alegou capturar algumas aldeias. Logo no dia seguinte, o governo avançou para a aldeia de Jallin.
Em 31 de julho, após violentos combates, o exército sírio derrotou os militantes do Estado Islâmico na bacia do Jarmuque. Nesse mesmo dia, os últimos bolsões de resistência dos rebeldes e jihadistas foram superados no sul da Síria, marcando mais uma vitória decisiva das forças do regime de Bashar al-Assad.